# Anneslea paradoxa
Anneslea paradoxa är en tvåhjärtbladig växtart som beskrevs av Nguyen Huu Hien och G.P. Yakovlev. Anneslea paradoxa ingår i släktet Anneslea och familjen Pentaphylacaceae. Inga underarter finns listade i Catalogue of Life.